# Andreas Heinrich Blesken
Andreas Heinrich Blesken (* 9. August 1874 in Ampen bei Soest; † 14. November 1959 in Bommern bei Witten) war ein deutscher Lehrer, westfälischer Autor und Heimatforscher. Er widmete seine Arbeit auch den westfälischen Mundarten.

## Werke
- Ich spreche hochdeutsch – ek kür platt! Ein Wechselgespräch für Schule und Haus, besonders für Elternabende, zur Darlegung der Ebenbürtigkeit der niederdeutschen Mundart, mit einem Geleitwort von Augustin Wibbelt und einer geschichtlichen Einführung von K. Prümer. Lensing, Dortmund 1921.
- Die Reformation in unserer Heimat. Ihre Entstehung, ihr Leben und ihr Leiden. Hinnerwisch, Hagen 1932.
- Van Biuernhüöwen un Küötterstuien. Geschichten iut’r Sausken Bojer. Erzählungen. Mocker und Jahn, Soest [1938].
- Blagenjaohre op d’r Amper Vai. Mocker und Jahn, Soest 1951
- Erinnerungen eines Achtzigjährigen. Beiträge zur Volkskunde der Soester Börde. Mit 1125 plattdeutschen, bisher ungedruckten Sprichwörtern und Redensarten. Mocker und Jahn, Soest 1954.